# Educação em Serra Leoa
A Educação em Serra Leoa, um país da África Ocidental, é legalmente exigida para todas as crianças a partir dos seis anos no ensino primário, e três anos de ensino secundário geral. Entretanto, a falta de escolas e professores tem feito a execução impossível. A Guerra Civil de Serra Leoa resultou na destruição de 1.270 escolas primárias e, em 2001, 67% de todas as crianças em idade escolar estavam fora da escola. A situação melhorou consideravelmente desde então, com a duplicação de matrículas em escolas primárias entre 2001 e 2005 e a reconstrução de muitas escolas desde o fim da guerra.
As escolas foram fechadas no início de junho de 2014, por causa do vírus Ebola.